# Kaiser-Heinrich-Gymnasium Bamberg
Das Kaiser-Heinrich-Gymnasium Bamberg (kurz: KHG), von 1890 bis 1965 unter dem Namen Altes Gymnasium Bamberg, ist ein sprachliches, humanistisches und naturwissenschaftlich-technologisches Gymnasium in Bamberg, Oberfranken. Es ist benannt nach Kaiser Heinrich II., dem Sohn des Bayernherzogs Heinrich der Zänker.

## Geschichte
Das Kaiser-Heinrich-Gymnasium wurde am 23. Juni 1586 von Fürstbischof Ernst von Mengersdorf als Collegium Ernestinum gegründet. Dabei handelte es sich um ein Priesterseminar mit Gymnasium, das allen nach Bildung strebenden „Jünglingen“ zugänglich war.
Zu Beginn des 17. Jahrhunderts wurde das Collegium von den Jesuiten übernommen und zog in das Unterrichtsgebäude, in dem heute ein Magazin der Teilbibliothek Sprach- und Literaturwissenschaften der Otto-Friedrich-Universität Bamberg sowie ein Hörsaal untergebracht sind. Stark gestiegene Schülerzahlen führten 1890 zur Gründung des Neuen Gymnasiums, das auch Mädchen sowie evangelischen und jüdischen Schülern offenstand, während das Alte Gymnasium weiterhin nur von katholischen Jungen besucht werden konnte.
Auf Veranlassung des Ministeriums wurde das Alte Gymnasium im Jahr 1965 in Kaiser-Heinrich-Gymnasium umbenannt, das nun auch Schülerinnen und evangelische Schüler aufnahm.

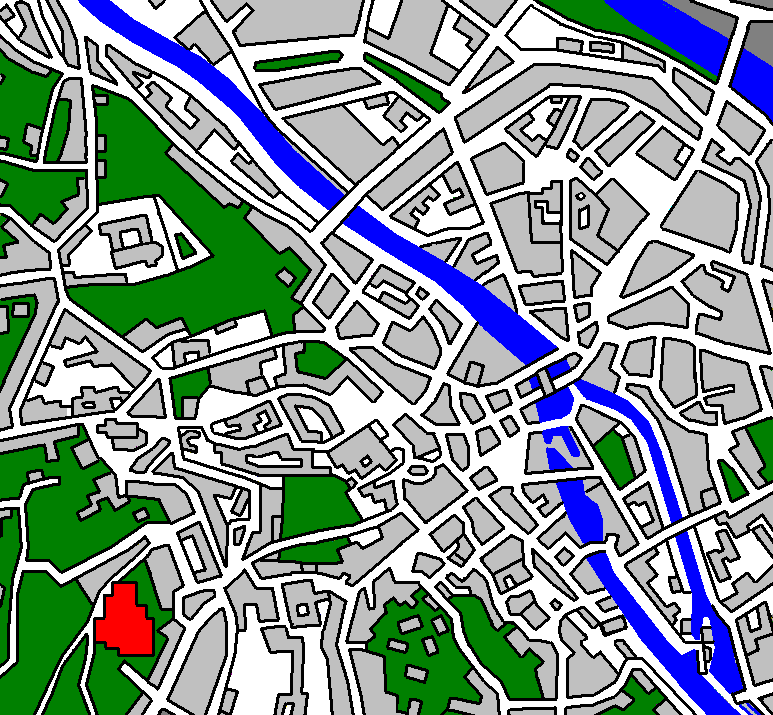
Lage in Bamberg

Im Jahr 1973 zog das Gymnasium in einen Neubau. Die Altbauten übernahm die Otto-Friedrich-Universität.
Anfang 2009 wurde auf dem Schulgelände eine neue Mensa als separates Gebäude für die Mittagsverpflegung der Schulfamilie errichtet. Seit Dezember 2009 verfügt das Kaiser-Heinrich-Gymnasium über eine neue Kinder- und Jugendbibliothek, ermöglicht durch eine Spende des Rotary-Clubs. Im Herbst 2011 feierte die Schule mit verschiedenen Veranstaltungen das 425-jährige Schuljubiläum.
Neben Latein, Englisch, Französisch und Altgriechisch wird an der Schule auch die spät beginnende Fremdsprache Spanisch ab der Jahrgangsstufe 11 unterrichtet. 2022 wurde das Kaiser-Heinrich-Gymnasium von der Bayerischen Staatsregierung mit der Europa-Urkunde ausgezeichnet.

## Lage

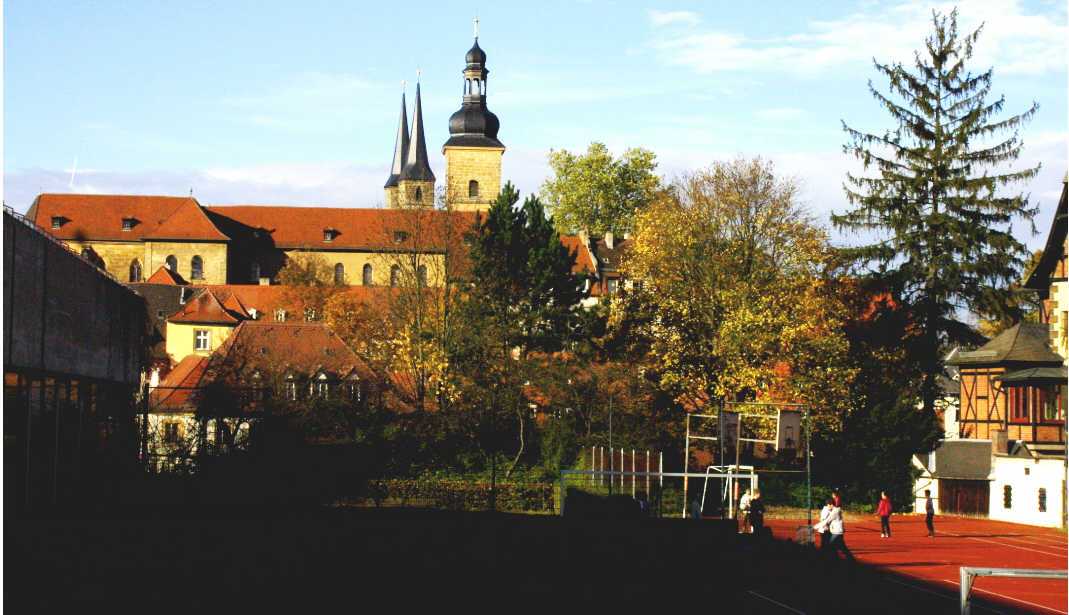
Sportplatz des Kaiser-Heinrich-Gymnasiums

Das Kaiser-Heinrich-Gymnasium liegt am Westrand der Bamberger Altstadt im Grünen und zu Füßen der Altenburg.

## Persönlichkeiten

### Bekannte Lehrkräfte
- Henning Scheunemann (1570–1615), Arzt und Alchemist, unterrichtete ab 1599 Physik
- Paul Helmreich (1579–1631), Theologe und Schriftsteller, unterrichtete Anfang des 17. Jahrhunderts Mathematik und Astronomie
- Ignaz Neubauer (1726–1795), Theologe und Jesuitenpater
- Othmar Frank (1770–1840), Lehrer der Philosophie und Mathematik
- Georg Simon Ohm (1789–1854), Physiker, Mitbegründer der Elektrizitätslehre, unterrichtete von 1812 bis 1817 an der mit dem Alten Gymnasium verbundenen Realschule, dem heutigen Clavius-Gymnasium
- Hugo Gross (1888–1968), Botaniker, Erforscher der Quartärgeologie Ostpreußens, unterrichtete bis 1954 am Alten Gymnasium
- Volkmar Zapf (* 1970), Basketballspieler und -trainer, unterrichtet Englisch und Sport

### Bekannte Absolventen
in der Reihenfolge des Geburtsjahres
- Nikolaus Zillich (1716–1758), Jesuit, Theologe, Philosoph und Hochschullehrer
- Melchior Ignaz Stenglein (1745–1827), katholischer Theologe, Geistlicher und Hochschullehrer
- Johann Schott (1746–1798), Kirchenrechtler und Theologe
- Franz Andreas Frey (1763–1820), Theologe, Kirchenrechtler und Hochschullehrer
- Elias Adam von Reider (1763–1807), Rechtswissenschaftler und Hochschullehrer
- Georg Nüßlein (1766–1842), Philosoph, Geistlicher und Hochschullehrer
- Paul Oesterreicher (1766–1839), Beamter, Archivar und Historiker
- Franz Stapf (1766–1820), katholischer Geistlicher, Theologe und Hochschullehrer
- Franz Wenceslaus Goldwitzer (1778–1840), katholischer Theologe und Geistlicher
- Johann Lukas Schönlein (1793–1864), Mediziner und Hochschullehrer
- Karl Steinlein (1796–1851), Nationalökonom
- Karl Burkart (1798–1851), Verwaltungsjurist
- Adam Gengler (1799–1866), Theologe und Hochschullehrer
- Johann Friedrich Forster (1800–1857), Professor der Medizin (Chirurgie) an der Baderschule in Landshut und an der Universität München
- Carl Friedrich von Marcus (1802–1862), Arzt, Psychiater und Hochschullehrer
- Georg Karl Reindl (1803–1882), Domdekan in München
- Georg Karl Mayer (1814–1868), katholischer Theologe, Geistlicher und Hochschullehrer
- Friedrich Matthäus Kirchner (1826–1912), Afrika-Missionar, Linguist und Mitglied des Reichstags
- Christian Roth (1873–1934), bayerischer Justizminister (1920–1921), Generalstaatsanwalt beim bayerischen Verwaltungsgerichtshof (1928–1934), Teilnehmer am Hitlerputsch 1923
- Hans Ehard (1887–1980), Bayerischer Ministerpräsident
- Thomas Dehler (1897–1967), Bundesminister der Justiz und später Vizepräsident des Deutschen Bundestages
- Hans Wölfel (1902–1944), Gegner des NS-Regimes
- Karl Höller (1907–1987), Komponist, Organist und späterer Direktor der Musikhochschule in München
- Werner Ehrlicher (1920–2012), Wirtschaftswissenschaftler
- Otto Neukum (1929–2014), Landrat (1966–1996), Senator (1982–1997) und Präsident des Landkreistages
- Andreas Stenglein (1929–2025), Kommunal- und Landespolitiker (SPD)
- Helmut Müller (* 1944), Landtagsabgeordneter und Kommunalpolitiker
- Tanja Kinkel (* 1969), Schriftstellerin
- Michael Bezold (* 1972), Schachgroßmeister
- Markus Raupach (* 1974), Autor und Sommelier
- Melanie Huml (* 1975), Landtagsabgeordnete, ehemalige bayerische Ministerin
- Frederik von Castell (* 1989), Journalist
- Alina Hartmann (* 1995), Basketballspielerin

## Sonstiges
Das Kaiser-Heinrich-Gymnasium bietet seit dem Schuljahr 2004/2005 in jedem Schuljahr in den Jahrgangsstufen 5 mit 8 mindestens eine Gebundene Ganztagsklasse an.
Im Mai 2020 stahlen Unbekannte die Aufgaben für das Deutsch-Abitur in Bayern aus einem Tresor in der Schule, wodurch diese landesweit ausgetauscht werden mussten.
Seit dem Schuljahr 2021/2022 nimmt das Kaiser-Heinrich-Gymnasium Bamberg am bayernweiten Schulversuch Digitale Schule der Zukunft teil.